# Sansevieria erythraeae
Sansevieria erythraeae ist eine Pflanzenart aus der Gattung Sansevieria in der Familie der Spargelgewächse (Asparagaceae). Das Artepitheton erythraeae weist auf den Fundort in Eritrea hin.

## Beschreibung
Sansevieria erythraeae wächst stammlos als ausdauernde,  sukkulente Pflanze mit Rhizome. Die sechs bis acht zweizeilig gestellten und aufrecht stehenden Laubblätter sind zylindrisch geformt. Sie haben eine kurze Rinne auf der Oberseite und fünf Furchen auf der Unterseite. Die einfache Blattspreite ist 40 bis 50 Zentimeter lang. Sie verschmälert sich allmählich in eine 2 bis 3 Millimeter lange, trockene harte Spreitenspitze. Die Blätter sind grün. Die Blattoberfläche ist glatt.
Die einfach ährigen Blütenstände sind bis zu 50 Zentimeter hoch. Die Rispen sind dicht mit drei bis fünf Blüten pro Büschel besetzt. Das eiförmig-lanzettlich geformte Tragblatt ist zugespitzt. Der Blütenstiel ist 7 bis 8 Millimeter lang. Die Blütenröhre ist 5 bis 7 Millimeter lang. Die Zipfel sind größer als 7 Millimeter.

## Verbreitung
Sansevieria erythraeae ist in Eritrea, Äthiopien und im Sudan in halbwüstenartige Gebiete entlang der Flüsse zwischen 1200 und 2100 Metern Höhe verbreitet.

## Taxonomie
Die Erstbeschreibung von Sansevieria erythraeae erfolgte 1918 durch Giovanni Ettore Mattei (1865–1943). Ein Synonym für Sansevieria erythraeae Mattei ist Sansevieria schweinfurthii Täckh. & Drar (1954, nom. illeg.  ICBN-Artikel 36.1).

## Nachweise